# Домненко

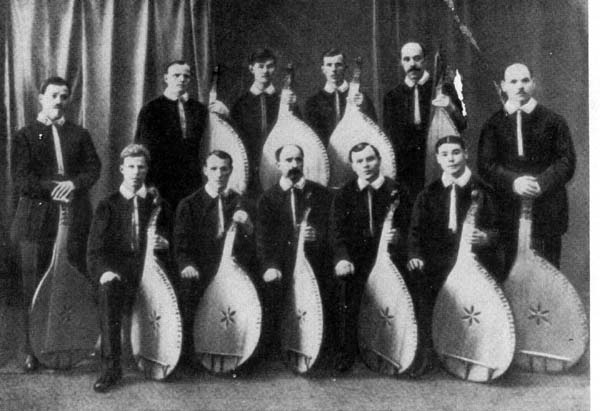
Полтавська капела бандуристів з інструментами конструкція Домненка, 1927 рік.

M. Домненко (кінець XVIII—XX століття) — майстер бандур. Жив і працював у Полтаві. 
До 1924 року на замовлення кобзарської студії, яка працювала при Полтавському капели бандуристів під керівництвом Володимира Кабачка, майстер виготовив 12 бандур. Інструменти були зроблені по зразку бандури О. Корнієвського, налаштовані діатонічно але з додатковим півтоном в кожній октаві. Данило Піка та Іван Кучугура-Кучеренко давали високу як на той час оцінку бандурам Домненка. 
Бандури зберігаються в Музеї кобзарства Криму та Кубані при Кримському державному гуманітарному інституті а також у Державному музеї Театрального, музичного та кіно-мистецтва України.
У музеях зберігаються бандури за 1920 та 1927 роки.